# Seabrook Island
Seabrook Island – miasto w Stanach Zjednoczonych, w stanie Karolina Południowa, w hrabstwie Charleston.